# Vireo masteri
Vireo masteri е вид птица от семейство Vireonidae. Видът е застрашен от изчезване.

## Разпространение
Видът е разпространен в Еквадор и Колумбия.